# 安娜蘇菲亞·羅伯
安娜蘇菲亞·羅伯（英語：AnnaSophia Robb，1993年12月8日—），美国女演员。

## 職業生涯
安娜索菲亚·罗伯很早就开始预备培训自己在荧幕前的演出，大概三岁就开始向暂时放弃工作照顾她的妈妈吵着“我要上电视”，5岁的她在当地教堂的舞台上为500位观众献上了处女秀，五岁的时候参加了体育竞赛，七岁的时候并赢得了爱尔兰踢踏舞的奖项，八岁时在丹佛得到了首次的电视与平面广告的演出。此后罗伯参加了一系列表演学习班并且最终在九岁被一位好莱坞的经纪人签下，接下来随着母亲搬到洛杉矶，开始了影视剧的试镜以及一些儿童品牌的模特工作，正式走上演艺道路。
　　活泼好动，爱好各种体育运动的罗伯也拥有着出众的舞蹈天赋，擅长爵士、嘻哈和Break Dancing（技巧型街舞，即一般所称的B-Boy，要求舞者具有较高的力量、柔韧性和协调性，属于技巧性较高的体育舞蹈，危险系数较大），并曾在爱尔兰舞比赛中获奖；她的首支单曲“Keep Your Mind Wide Open”在2007年3月1日当周的Billboard百位热门歌曲榜单中名列第90，此外还参加了其主演的影片《仙境之桥》的原声演唱。
　　2004年，安娜索菲亚·罗伯在多伦多拍摄了一部名为《深情好姐妹》的电视电影（华纳出品）；2005年，她扮演了《查理和巧克力工厂》里爱捉弄人的小姑娘维奥莱特，还被华裔导演王颖亲自挑中，主演改编自畅销书的影片《都是戴茜惹的祸》，和小狗戴茜对戏，一直待在大城市的罗伯为了本片不得不习惯小镇上的生活，但也通过和导演和众位资深演员的合作学到了更成熟的表演技巧；这两部影片也让罗伯拥有了既可爱又会演戏的好名声，并受到广泛关注。
　　2007年，另一部改编自经典童书的影片《仙境之桥》，让观众们看到了更加青春靓丽的罗伯，她与乔什·哈切森的合作，以及清纯、富有感染力的表演受到了评论的称赞，生活中两人也是非常好的朋友。2009年，与巨石强森一起拍摄了迪士尼大片《勇闯魔域山》。进入青年时代，安娜索菲亚·罗伯挑战了各种与之前迥然不同的角色，代表作有电影《灵魂冲浪人》、电视剧《凯莉日记》。

## 外部連結
- 官方网站
- Official Website （页面存档备份，存于）
- 安娜蘇菲亞·羅伯在互联网电影资料库（IMDb）上的資料（英文）
- 安娜蘇菲亞·羅伯在TV.com